# Muzykant

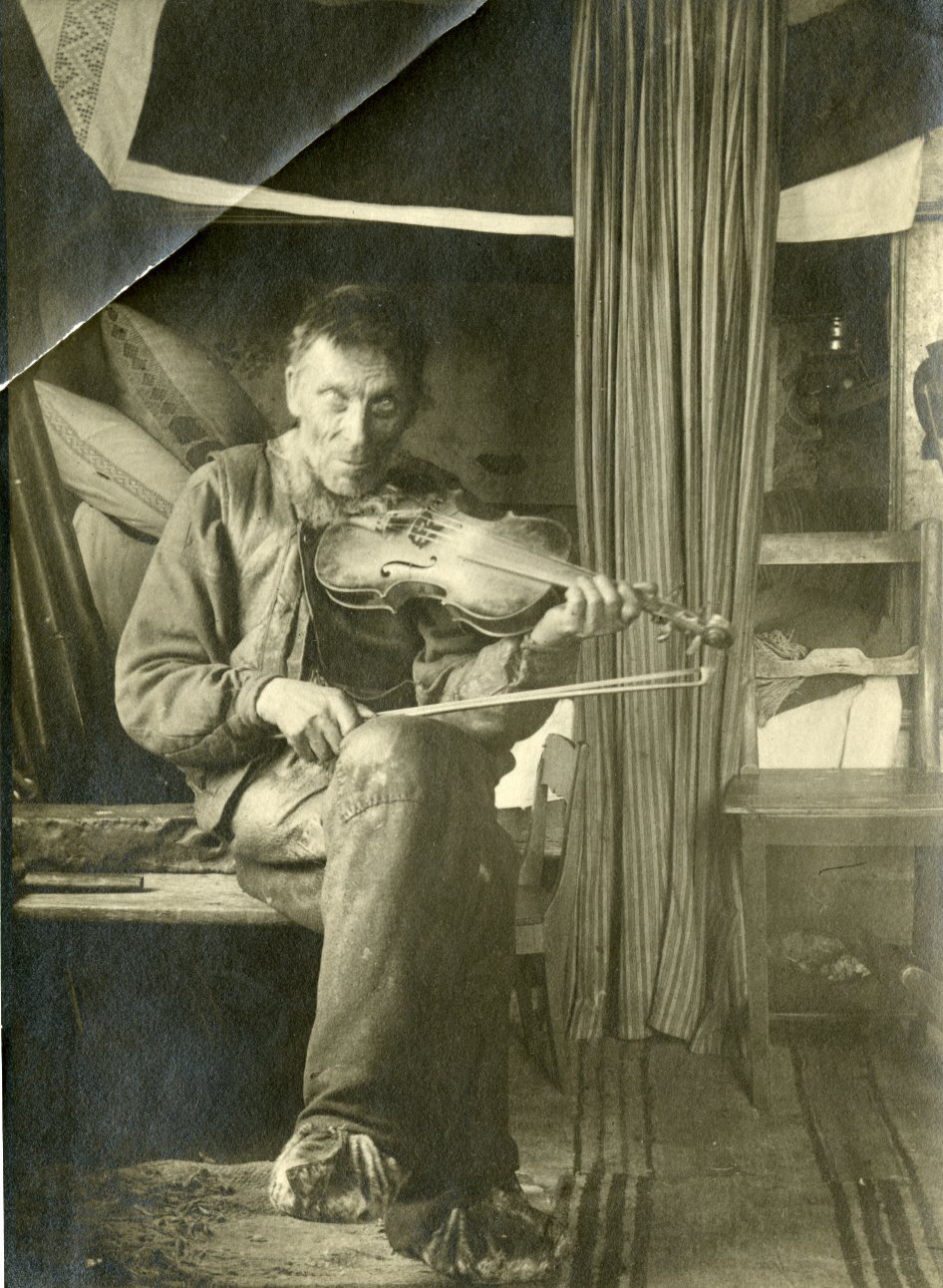
Muzyk ludowy z Finlandii, fot. z archiwum Muzeum Sibeliusa

Muzykant, czasem muzykus, grajek, grajcyk, dawniej także gądek – termin używany na wsiach i w małych miasteczkach (a kiedyś także w miastach) większości regionów Polski na określenie ludowego muzyka, samouka.
Muzykant uczył się ze słuchu u mistrza, starszego i wprawnego już w muzykowaniu sąsiada lub członka rodziny. Płacił za naukę w naturze (np. zbożem) albo odpracowywał w gospodarstwie lub grając z mistrzem na zabawach lub weselach. Jako że muzyka stanowiła nieodzowny element kultury duchowej wsi, obecność muzykanta była pożądana w trakcie wszystkich ważniejszych wydarzeń, związanych z rokiem obrzędowym (kolędowanie, dożynki – okrężne) czy ze zwyczajami rodzinnymi (chrzciny, wesele).
Dojrzały muzykant miał w repertuarze (opanowanym pamięciowo) co najmniej 100 melodii, granych w różnych wariantach i ozdabianych w wypracowanym przez siebie indywidualnym stylu i manierze. Akompaniował śpiewom, ale przede wszystkim jego zadaniem było sprawnie i wytrwale grać do tańca w czasie wielogodzinnych potańcówek. Byli muzykanci – profesjonaliści, którzy z grania czerpali większe dochody niż z gospodarki, a także muzykanci okazjonalni oraz tacy, którzy realizowali się poza głównym nurtem życia społeczności wiejskiej, artyści – samotnicy. Karierę zaczynali jako chłopcy 10–12 letni, a kończyli często po ożenku, wybitniejsi i bardziej utalentowani kontynuowali grę w tworzonych przez siebie kapelach jako zawodowcy aż do starości. Kobiety muzykanctwem parały się niezwykle rzadko (Bronisława Konieczna-Dziadońka z Bukowiny Tatrzańskiej).
Mianem muzykanta określano instrumentalistę, grającego na wiodącym w kapeli, melodycznym, instrumencie, najczęściej skrzypcach, a także dudach wielkopolskich, koźle lubuskim, gajdach żywieckich, harmonii trzyrzędowej (zwłaszcza po I wojnie światowej) czy niektórych instrumentach dętych.
Najbardziej znani muzykanci to: góral podhalański z Kościeliska – Jan Krzeptowski zwany Sabałą i inny podhalańczyk Bartłomiej Obrochta zwany Bartusiem.
Muzykanci w swym pierwotnym znaczeniu nie istnieją już prawie nigdzie, wyjątkiem od reguły jest Podhale, gdzie w każdej wsi mieszka nawet kilkudziesięciu muzykantów. Niektórzy z nich, zwłaszcza młodzi, nawiązują współpracę z nieludowymi muzykami i tworzą projekty na użytek sceny ogólnopolskiej, wychodząc poza ramy lokalnego stylu – np. Sebastian Karpiel-Bułecka z kapelą (Zakopower), Piotr Majerczyk (Siwy Dym), Bartłomiej Koszarek (Rzoz) itd.

## Dyskografia
- „Songs and music from Rzeszów region. The Sowa Family Band” (Polskie Nagrania 1990)
- seria płyt „Muzyka źródeł” (Polskie Radio, Radiowe Centrum Kultury Ludowej, 1998-2005)
- seria płyt In Crudo wydawana przez Dom Tańca